# Маттеоли, Джанфранко
Джанфранко Маттеоли (итал. Gianfranco Matteoli; родился 21 апреля 1959 года) — итальянский футболист, полузащитник, также — футбольный функционер.

## Клубная карьера
Маттеоли — воспитанник клуба «Канту». Его дебют в первой команде состоялся в сезоне 1975/76 в Серии D, где он сыграл три игры в гранатовой форме.
Он перешёл в «Комо», но спустя некоторое время отправился в аренду за игровой практикой в «Джулианову». В январе 1978 года Джанфракнко вернулся в Ларио, но затем снова отправляется в аренду в «Осиману» и, наконец, в «Реджану», где он играл два сезона и стал полноценным игроком основного состава.